# Robert W. Paul
Pour les articles homonymes, voir Robert Paul et Paul.
Robert William Paul est un scientifique et cinéaste, pionnier du cinéma britannique, né le 3 octobre 1869 à Highbury à Londres (Royaume-Uni), décédé le 28 mars 1943 à Putney dans la même ville.
Selon Georges Sadoul : « William Paul, à Londres, avait été battu d’une courte tête par Louis Lumière pour ses premières représentations. Mais il devint fabricant d’appareils, puis metteur en scène. »

## Carrière
Né dans la banlieue de Londres, Robert William Paul commence sa carrière comme électricien dans un magasin de matériel électrique puis fonde sa propre boutique, spécialisée en instruments de mesure électrique, en tant que fabricant et inventeur. Son sérieux professionnel le fait connaître favorablement.
En 1894, Thomas Edison concède à deux commerçants grecs une exploitation sous licence de son Kinétoscope, un appareil qui permet de visionner individuellement les films tournés à l'aide du Kinétographe à West Orange dans le New Jersey. Mais l’inventeur et industriel américain pense — à juste titre — que le Kinétoscope n’est qu’une étape vers son but suprême : allier l’image animée et le son, et il a commis l’imprudence de ne protéger le Kinétoscope qu’aux États-Unis. L’apprenant, les deux commerçants commandent à Robert W. Paul de fabriquer des contrefaçons de l’appareil. Et c’est ainsi que les kinétoscopes pirates, doublant le succès des appareils originaux, se répandent dans le monde entier. Paul en fabrique pour son propre compte, et, afin d’alimenter la clientèle en films made in U.K., il décide d’en tourner lui-même. Il lui faut d'abord un appareil de prise de vues, et Edison n’a bien entendu pas l’intention de faire exploiter le Kinétographe par d’autres, et sa caméra est protégée par plusieurs dépôts de brevets internationaux. Mais les dispositifs mécaniques intermittents ne sont pas des nouveautés et Paul met son expérience de fabricant pour créer avec son compatriote, l'ingénieur Birt Acres, une caméra, la Kinetic, avec laquelle il tourne son premier film. Ces films sont destinés à être vus grâce aux kinétoscopes maison, mais le succès des projections Lumière pousse Robert W. Paul à fabriquer en février 1896 son appareil de projection, le Theatrograph (dont son ami Georges Méliès achète aussitôt un exemplaire).
La même année, il fait construire un studio du type Black Maria (le studio d’Edison, en bois et papier goudronné).

## Filmographie

### Comme producteur
- 1895 : Tom Merry, Lightning Cartoonist
- 1895 : Smith and Machinery at Work
- 1895 : Shoeblack at Work in a London Street
- 1895 : Mer démontée à Douvres (Rough Sea at Dover)
- 1895 : The Oxford and Cambridge University Boat Race
- 1895 : Opening of the Kiel Canal
- 1895 : The Derby
- 1895 : Charge of the Uhlans
- 1896 : The Terrible Railway Accident
- 1896 : The Soldier's Courtship
- 1896 : A Sea Cave Near Lisbon
- 1896 : The Derby
- 1896 : Barnet Horse Fair
- 1897 : The Twins' Tea Party
- 1898 : London Express
- 1898 : Glasgow Fire Engine
- 1898 : The Deserter
- 1898 : Come Along Do!
- 1898 : Brittania
- 1898 : A Boca do Inferno
- 1899 : Upside Down; or, the Human Flies
- 1899 : Bombardment of Mafeking
- 1899 : Battlefield
- 1899 : The Artist and the Flower Girl
- 1900 : A Railway Collision
- 1900 : Plucked from the Burning
- 1900 : Kruger's Dream of Empire
- 1900 : Hindoo Jugglers
- 1900 : The Hairbreadth Escape of Jack Sheppard
- 1900 : Diving for Treasure
- 1900 : Chinese Magic
- 1900 : Britain's Welcome to Her Sons
- 1900 : Army Life
- 1901 : The Waif and the Wizard
- 1901 : A Train Collision
- 1901 : Scrooge; or Marley's Ghost
- 1901 : An Over-Incubated Baby
- 1901 : Mr. Pickwick's Christmas at Wardle's
- 1901 : The Magic Sword
- 1901 : The Haunted Curiosity Shop
- 1901 : The Famous Illusion of De Kolta
- 1901 : The Drunkard's Conversion
- 1901 : The Devil in the Studio
- 1901 : The Countryman and the Cinematograph
- 1901 : The Cheese Mites, or Lilliputians in a London Restaurant
- 1901 : The Captain's Birthday
- 1901 : Britain's Tribute to Her Sons
- 1901 : Artistic Creation
- 1901 : 'Arry on the Steamboat
- 1902 : Father Thames' Temperance Cure
- 1902 : The Extraordinary Waiter
- 1902 : Ora Pro Nobis; or, The Poor Orphan's Last Prayer
- 1902 : Soap vs. Blacking
- 1903 : An Extraordinary Cab Accident
- 1903 : The Dice Player's Last Throw
- 1903 : A Chess Dispute
- 1903 : The Adventurous Voyage of 'The Arctic'
- 1903 : Pocket Boxers
- 1904 : Political Favourites
- 1904 : The Music Hall Manager's Dilemma
- 1904 : The Haunted Scene Painter
- 1904 : A Collier's Life
- 1904 : Buy Your Own Cherries
- 1904 : The Adventures of a Window Cleaner
- 1906 : The '?' Motorist
- 1906 : The Hand of the Artist
- 1906 : The Dancer's Dream
- 1907 : The Cook's Dream
- 1907 : Comedy Cartoons
- 1908 : The Hand of a Wizard
- 1908 : Biblical Scenes
- 1910 : The Butterfly

### Comme réalisateur
- 1895 : Mer démontée à Douvres (Rough Sea at Dover)
- 1896 : The Derby
- 1896 : On Westminster Bridge
- 1896 : Hyde Park Bicycling Scene
- 1896 : Comic Costume Race
- 1896 : Blackfriars Bridge
- 1896 : The Twins' Tea Party
- 1897 : Robbery
- 1898 : Tetherball, or Do-Do
- 1898 : Our New General Servant
- 1898 : Come Along Do!
- 1900 : Army Life
- 1901 : The Countryman and the Cinematograph
- 1903 : Hammerfest
- 1903 : Bloodhounds Tracking a Convict
- 1903 : A Chess Dispute
- 1903 : An Extraordinary Cab Accident
- 1904 : Buy Your Own Cherries
- 1905 : Goaded to Anarchy
- 1906 : Return of T.R.H. the Prince and Princess of Wales
- 1906 : Aberdeen University Quarter Centenary Celebrations

### Comme directeur de la photographie
- 1896 : The Derby
- 1906 : The '?' Motorist

### Comme acteur
- 1896 : Devant's Hand Shadows